# Municipio de Goshen (condado de Auglaize)
El municipio de Goshen (en inglés: Goshen Township) es un municipio ubicado en el condado de Auglaize en el estado estadounidense de Ohio. En el año 2010 tenía una población de 529 habitantes y una densidad poblacional de 11,43 personas por km².

## Geografía
El municipio de Goshen se encuentra ubicado en las coordenadas 40°33′26″N 83°56′14″O / 40.55722, -83.93722. Según la Oficina del Censo de los Estados Unidos, el municipio tiene una superficie total de 46.28 km², de la cual 46,28 km² corresponden a tierra firme y (0 %) 0 km² es agua.

## Demografía
Según el censo de 2010, había 529 personas residiendo en el municipio de Goshen. La densidad de población era de 11,43 hab./km². De los 529 habitantes, el municipio de Goshen estaba compuesto por el 97,54 % blancos, el 0,57 % eran amerindios, el 0,19 % eran asiáticos, el 0,38 % eran de otras razas y el 1,32 % eran de una mezcla de razas. Del total de la población el 1,7 % eran hispanos o latinos de cualquier raza.